# Curtis Bradley
Curtis A. Bradley (* 1964) ist ein amerikanischer Jurist und Professor an der Duke University.

## Ausbildung und beruflicher Werdegang
Bradley schloss das Studium der Politikwissenschaften 1985 an der University of Colorado Boulder ab. Hieran schloss sich ein Aufbaustudium der Rechtswissenschaften an der Harvard University an, das er 1988 mit dem Abschluss als Juris Doctor beendete. Nach einer einjährigen Tätigkeit als Mitarbeiter von Richter David M. Ebel am United States Court of Appeals for the Tenth Circuit wurde er im Staat Colorado als Anwalt zugelassen und arbeitete bei Arnold & Porter, einer großen amerikanischen Anwaltskanzlei, in Denver. Von Juli 1990 bis September 1991 war Bradley Mitarbeiter von Richter Byron White am Obersten Gerichtshof der Vereinigten Staaten, bevor er wieder in den Anwaltsberuf zurückkehrte und, nach der Zulassung als Anwalt im District of Columbia, für Covington & Burling in Washington, D.C. tätig war. 1995 erhielt er einen Ruf seiner Alma Mater, wo er bis 1999 unterrichtete. Dann wechselte er an die University of Virginia. An der dortigen Juristenfakultät lehrte Bradley bis 2005. Von Januar bis Dezember 2004 beriet er zudem das Außenministerium der Vereinigten Staaten in Fragen des Völkerrechts. 2005 nahm Bradley einen Ruf der Duke University auf die William-Van-Alstyne-Professur für Rechtswissenschaft und das Recht der Öffentlichen Ordnung an. Daneben nahm er Gastprofessuren an der Harvard University (2008) und der University of Cincinnati (2013) wahr und unterrichtete an der Haager Akademie für Völkerrecht.

## Mitgliedschaften
Bradley ist Mitherausgeber des American Journal of International Law. Er ist Vizepräsident der Amerikanischen Gesellschaft für internationales Recht und Mitglied des American Law Institute. Zudem gehört er der International Law Association an.

## Publikationen (Auswahl)
- International law in the U.S. legal system. Oxford University Press, New York 2013, ISBN 978-0-19-532859-2.
- International law and the U.S. common law of foreign official immunity. In: The Supreme Court review. 2010 (2011), ISSN 0081-9557, S. 213–273 (zusammen mit Laurence R. Helfer).
- Foreign relations law. Wolters Kluwer Law & Business, 4. Auflage New York 2011, ISBN 978-1-4548-0684-4 (zusammen mit Jack L. Goldsmith).